# Karma (NDV)
Karma is het eerste muziekalbum dat Nick D'Virgilio onder eigen naam uitbracht, al was het onder zijn artiestennaam NDV. Hij had toen enige bekendheid verworven als drummer van Spock's Beard binnen de progressieve rock, maar drumde ook bij Tears for Fears en Sheryl Crow. Het album Karma werd artistiek en commercieel (geen noteringen in hitlijsten) geen succes; het album bevatte daarvoor te veel verschillende stijlen. Zijn zang- en drumkwaliteiten stonden echter niet ter discussie. Het zou tot 2020 duren voordat hij opnieuw een soloalbum zou uitgeven: Invisible. 
Het album werd verspreid over een aantal jaren opgenomen; dat is terug te vinden in de deelname van Kevin Gilbert, overleden in 1996.

## Musici
- NDV – alle tracks; alle muziekinstrumenten behalve
- Mike Kennely – elektrisch gitaar (1, 2), piano
- Bryan Bellar – basgitaar (1, 2, 6)
- Rick Mussallam – gitaar (3, 5, 6, 9, 11, 12, 13)
- Dave Carpenter – basgitaar (3, 5, 9, 11)
- Peter Plumeri – achtergrondzang (4)
- Kevin Gilbert – elektrische gitaar (5), piano (5)
- Alan Morse – cello (6) , gitaar (12 (lid van Spock's Beard)
- Mike Johnson – Wurlitzer (6)
- Ryo Okumoto – piano (lid van Spock's Beard)

## Muziek
| Nr. | Titel                                  | Duur |
| --- | -------------------------------------- | ---- |
| 1.  | The river is wide (NDV)                | 7:12 |
| 2.  | Dream in red (NDV)                     | 4:35 |
| 3.  | Forgiven (NDV)                         | 3:09 |
| 4.  | Karma (NDV)                            | 3:12 |
| 5.  | The game (NDV, Kevin Gilbert)          | 4:07 |
| 6.  | The water’s edge (NDV, Will Sexton)    | 6:29 |
| 7.  | Come what may (David Baerwald)         | 5:11 |
| 8.  | Untitled (NDV)                         | 3:26 |
| 9.  | Will it be me (NDV)                    | 4:16 |
| 10. | Anything (NDV)                         | 3:55 |
| 11. | Paying the price: Dysfunction (NDV)    | 4:32 |
| 12. | Paying the price: Paid the price (NDV) | 5:45 |
| 13. | Paying the price: Unknowing (NDV)      | 8:45 |